# Élections municipales de 2021 dans Les Jardins-de-Napierville
Pour un article plus général, voir Élections municipales de 2021 en Montérégie.
Cet article concerne les élections municipales de 2021 en Montérégie dans la municipalité régionale de comté de Jardins-de-Napierville.

## Hemmingford (municipalité de canton)
|             | Élection (2017)                                                                                   | Dissolution (2021)                                                                  | Élection (2021)                                                                                 |
| Maire       | Paul Viau                                                                                         | Vacant                                                                              | Lucien Bouchard                                                                                 |
| Conseillers | Richmond Viau Deborah Beattie Maude St-Hilaire Jean-Pierre Bergeron Lucien Bouchard Pierre Mineau | Richmond Viau Deborah Beattie Maude St-Hilaire Vacant Lucien Bouchard Pierre Mineau | Richmond Viau Deborah Beattie Maude St-Hilaire Julie Bergeron Jean-Marc Lamoureux Pierre Mineau |

| Taux de participation :                | Taux de participation :                | Taux de participation :                | Taux de participation :                | Taux de participation :                | 38,0 % |
| Nombre de votes valides :              | Nombre de votes valides :              | Nombre de votes valides :              | Nombre de votes valides :              | Nombre de votes valides :              | 615    |
| Nombre de votes rejetées à la mairie : | Nombre de votes rejetées à la mairie : | Nombre de votes rejetées à la mairie : | Nombre de votes rejetées à la mairie : | Nombre de votes rejetées à la mairie : | 0      |
| Nombre d'électeurs inscrits :          | Nombre d'électeurs inscrits :          | Nombre d'électeurs inscrits :          | Nombre d'électeurs inscrits :          | Nombre d'électeurs inscrits :          | 1 620  |

| Candidats pour la mairie                   | Vote | %     |
| ------------------------------------------ | ---- | ----- |
| Lucien Bouchard (Sortant d'un autre poste) | 521  | 84,72 |
| Vladimiro Massignani                       | 94   | 15,28 |

| Candidats conseiller #1 | Vote | %     |
| ----------------------- | ---- | ----- |
| Richmond Viau (Sortant) | 425  | 70,25 |
| Michel Dauphinais       | 180  | 29,75 |

| Candidats conseiller #2    | Vote            | %               |
| -------------------------- | --------------- | --------------- |
| Deborah Beattie (Sortante) | Sans opposition | Sans opposition |

| Candidats conseiller #3     | Vote | %     |
| --------------------------- | ---- | ----- |
| Maude St-Hilaire (Sortante) | 527  | 86,82 |
| Jan Pitrik                  | 80   | 13,18 |

| Candidats conseiller #4    | Vote | %     |
| -------------------------- | ---- | ----- |
| Julie Bergeron             | 296  | 49,09 |
| Véronique Laramée-Paquette | 244  | 40,46 |
| Bernard Farrell            | 63   | 10,45 |

| Candidats conseiller #5 | Vote | %     |
| ----------------------- | ---- | ----- |
| Jean-Marc Lamoureux     | 408  | 68,92 |
| André Tremblay          | 184  | 31,08 |

| Candidats conseiller #6 | Vote            | %               |
| ----------------------- | --------------- | --------------- |
| Pierre Mineau (Sortant) | Sans opposition | Sans opposition |

- Décès de Pierre Mineau, conseiller #6, le 6 juin 2023.

- Élection de Jennifer Levie au poste de conseillère #6 le 4 juin 2023[1].

| Candidats conseiller #6 | Vote        | %           |
| ----------------------- | ----------- | ----------- |
| Jennifer Levie          | 194         | 60,62       |
| André Tremblay          | 60          | 18,75       |
| Michel Dauphinais       | 55          | 17,19       |
| Vladimiro Massignani    | 11          | 3,44        |
| Réal Daigle             | Désistement | Désistement |
| Bulletins rejetés       | 2           |             |
| Taux de participation   | 322 / 1 685 | 19,11       |

## Hemmingford (municipalité de village)
|             | Élection (2017)                                                                      | Dissolution (2021)                                                                   | Élection (2021)                                                                                 |
| Maire       | Drew Somerville                                                                      | Drew Somerville                                                                      | Drew Somerville                                                                                 |
| Conseillers | Normand Lussier Luc Guérin Christopher Hill Roy Catto Howard Silverman Lucie Bourdon | Normand Lussier Luc Guérin Christopher Hill Roy Catto Howard Silverman Lucie Bourdon | Normand Lussier Michael Krohn Christopher Hill Jonathan Mailloux Jayne McNaughton Lucie Bourdon |

| Candidats pour la mairie  | Vote            | %               |
| ------------------------- | --------------- | --------------- |
| Drew Somerville (Sortant) | Sans opposition | Sans opposition |

| Candidats conseiller #1   | Vote            | %               |
| ------------------------- | --------------- | --------------- |
| Normand Lussier (Sortant) | Sans opposition | Sans opposition |

| Candidats conseiller #2 | Vote            | %               |
| ----------------------- | --------------- | --------------- |
| Michael Krohn           | Sans opposition | Sans opposition |

| Candidats conseiller #3    | Vote            | %               |
| -------------------------- | --------------- | --------------- |
| Christopher Hill (Sortant) | Sans opposition | Sans opposition |

| Candidats conseiller #4 | Vote            | %               |
| ----------------------- | --------------- | --------------- |
| Jonathan Mailloux       | Sans opposition | Sans opposition |

| Candidats conseiller #5 | Vote            | %               |
| ----------------------- | --------------- | --------------- |
| Jayne McNaughton        | Sans opposition | Sans opposition |

| Candidats conseiller #6  | Vote            | %               |
| ------------------------ | --------------- | --------------- |
| Lucie Bourdon (Sortante) | Sans opposition | Sans opposition |

- Démission de Michael Krohn, conseiller #2, le 22 novembre 2022 pour devenir directeur général et greffier-trésorier de la municipalité[2].

- Entrée de Roy Catto au conseil à titre de conseiller #2 le 7 mars 2023[3].

| Candidats conseiller #2 | Vote | %   |
| ----------------------- | ---- | --- |
| Roy Catto               | n/d  | n/d |

## Napierville
|             | Élection (2017)                                                                          | Dissolution (2021)                                                                       | Élection (2021)                                                                         |
| Maire       | Chantale Pelletier                                                                       | Chantale Pelletier                                                                       | Chantale Pelletier                                                                      |
| Conseillers | Ghislain Perreault Daniel Dumontier Mario Dufour Marthe Tardif Serge Brault David Dumont | Ghislain Perreault Daniel Dumontier Mario Dufour Marthe Tardif Serge Brault David Dumont | Ghislain Perreault Christine Bleau Mario Dufour Marthe Tardif Serge Brault David Dumont |

| Partis | Partis           | Candidats pour la mairie      | Vote            | %               |
| ------ | ---------------- | ----------------------------- | --------------- | --------------- |
|        | Équipe Pelletier | Chantale Pelletier (Sortante) | Sans opposition | Sans opposition |

| Partis | Partis           | Candidats conseiller #1      | Vote            | %               |
| ------ | ---------------- | ---------------------------- | --------------- | --------------- |
|        | Équipe Pelletier | Ghislain Perreault (Sortant) | Sans opposition | Sans opposition |

| Partis | Partis           | Candidats conseiller #2 | Vote            | %               |
| ------ | ---------------- | ----------------------- | --------------- | --------------- |
|        | Équipe Pelletier | Christine Bleau         | Sans opposition | Sans opposition |

| Partis | Partis           | Candidats conseiller #3 | Vote            | %               |
| ------ | ---------------- | ----------------------- | --------------- | --------------- |
|        | Équipe Pelletier | Mario Dufour (Sortant)  | Sans opposition | Sans opposition |

| Partis | Partis           | Candidats conseiller #4  | Vote            | %               |
| ------ | ---------------- | ------------------------ | --------------- | --------------- |
|        | Équipe Pelletier | Marthe Tardif (Sortante) | Sans opposition | Sans opposition |

| Partis | Partis           | Candidats conseiller #5 | Vote            | %               |
| ------ | ---------------- | ----------------------- | --------------- | --------------- |
|        | Équipe Pelletier | Serge Brault (Sortant)  | Sans opposition | Sans opposition |

| Partis | Partis           | Candidats conseiller #6 | Vote            | %               |
| ------ | ---------------- | ----------------------- | --------------- | --------------- |
|        | Équipe Pelletier | David Dumont (Sortant)  | Sans opposition | Sans opposition |

## Saint-Bernard-de-Lacolle
|             | Élection (2017)                                                                              | Dissolution (2021)                                                                           | Élection (2021)                                                                                  |
| Maire       | Robert Duteau                                                                                | Robert Duteau                                                                                | Estelle Muzzi                                                                                    |
| Conseillers | Sylvie Faille Estelle Muzzi André Lafrance Vicky Landry Bergeron Denis Robert Daniel Garceau | Sylvie Faille Estelle Muzzi André Lafrance Vicky Landry Bergeron Denis Robert Daniel Garceau | Marie-Claude Adam Michel Dubuc Carmyn Girard Vicky Landry Bergeron Simon Lejour Carole Ste Marie |

| Taux de participation :                | Taux de participation :                | Taux de participation :                | Taux de participation :                | Taux de participation :                | 49,5 % |
| Nombre de votes valides :              | Nombre de votes valides :              | Nombre de votes valides :              | Nombre de votes valides :              | Nombre de votes valides :              | 629    |
| Nombre de votes rejetées à la mairie : | Nombre de votes rejetées à la mairie : | Nombre de votes rejetées à la mairie : | Nombre de votes rejetées à la mairie : | Nombre de votes rejetées à la mairie : | 6      |
| Nombre d'électeurs inscrits :          | Nombre d'électeurs inscrits :          | Nombre d'électeurs inscrits :          | Nombre d'électeurs inscrits :          | Nombre d'électeurs inscrits :          | 1 284  |

| Candidats pour la mairie                                       | Vote | %     |
| -------------------------------------------------------------- | ---- | ----- |
| Estelle Muzzi (Sortante d'un autre poste)                      | 452  | 71,86 |
| Doug Loiseau                                                   | 168  | 26,71 |
| Roland-Luc Béliveau                                            | 9    | 1,43  |
| Note: Roland-Luc Béliveau, ancien maire de Lacolle (2013-2017) |      |       |

| Candidats conseiller #1 | Vote            | %               |
| ----------------------- | --------------- | --------------- |
| Marie-Claude Adam       | Sans opposition | Sans opposition |

| Candidats conseiller #2 | Vote            | %               |
| ----------------------- | --------------- | --------------- |
| Michel Dubuc            | Sans opposition | Sans opposition |

| Candidats conseiller #3  | Vote | %     |
| ------------------------ | ---- | ----- |
| Carmyn Girard            | 437  | 71,17 |
| André Lafrance (Sortant) | 177  | 28,83 |

| Candidats conseiller #2          | Vote            | %               |
| -------------------------------- | --------------- | --------------- |
| Vicky Landry Bergeron (Sortante) | Sans opposition | Sans opposition |

| Candidats conseiller #5 | Vote | %     |
| ----------------------- | ---- | ----- |
| Simon Lejour            | 348  | 56,04 |
| Denis Robert (Sortant)  | 273  | 43,96 |

| Candidats conseiller #6 | Vote | %     |
| ----------------------- | ---- | ----- |
| Carole Ste Marie        | 481  | 76,84 |
| Jean-Louis Tinant       | 145  | 23,16 |

## Saint-Cyprien-de-Napierville
|             | Élection (2017)                                                                                    | Dissolution (2021)                                                                                 | Élection (2021)                                                                                        |
| Maire       | Jean Cheney                                                                                        | Jean Cheney                                                                                        | Jean-Marie Mercier                                                                                     |
| Conseillers | Michel Monette Jean-Marie Mercier Martin Van Winden Maurice Boissy Carole Forget Jérémie Letellier | Michel Monette Jean-Marie Mercier Martin Van Winden Maurice Boissy Carole Forget Jérémie Letellier | Gérard Dumesnil Michel Monette Martin Van Winden Maurice Boissy Josiane Surprenant Jean-François Boire |

| Partis | Partis            | Candidats pour la mairie                      | Vote            | %               |
| ------ | ----------------- | --------------------------------------------- | --------------- | --------------- |
|        | Action Démocratie | Jean-Marie Mercier (Sortant d'un autre poste) | Sans opposition | Sans opposition |

| Partis | Partis            | Candidats conseiller #1 | Vote            | %               |
| ------ | ----------------- | ----------------------- | --------------- | --------------- |
|        | Action Démocratie | Gérard Dumesnil         | Sans opposition | Sans opposition |

| Partis | Partis            | Candidats conseiller #2                   | Vote            | %               |
| ------ | ----------------- | ----------------------------------------- | --------------- | --------------- |
|        | Action Démocratie | Michel Monette (Sortant d'un autre poste) | Sans opposition | Sans opposition |

| Partis | Partis            | Candidats conseiller #3 | Vote            | %               |
| ------ | ----------------- | ----------------------- | --------------- | --------------- |
|        | Action Démocratie | Martin Van Winden       | Sans opposition | Sans opposition |

| Partis | Partis            | Candidats conseiller #4  | Vote            | %               |
| ------ | ----------------- | ------------------------ | --------------- | --------------- |
|        | Action Démocratie | Maurice Boissy (Sortant) | Sans opposition | Sans opposition |

| Partis | Partis            | Candidats conseiller #5 | Vote            | %               |
| ------ | ----------------- | ----------------------- | --------------- | --------------- |
|        | Action Démocratie | Josiane Surprenant      | Sans opposition | Sans opposition |

| Partis | Partis            | Candidats conseiller #6 | Vote | %     |
| ------ | ----------------- | ----------------------- | ---- | ----- |
|        | Indépendant       | Jean-François Boire     | 245  | 62,34 |
|        | Action Démocratie | Brigitte Shoemans       | 115  | 29,26 |
|        | Indépendant       | Isabelle Lalonde        | 33   | 8,40  |

- Démission de Maurice Boissy, conseiller #4, le 18 janvier 2023[4].

- Élection de Bertrand Boire au poste de conseiller #4 le 30 avril 2023[5].

| Candidats conseiller #4 | Vote        | %     |
| ----------------------- | ----------- | ----- |
| Bertrand Boire          | 127         | 80,38 |
| Eric Huberdeau          | 31          | 19,62 |
| Bulletins rejetés       | 1           |       |
| Taux de participation   | 159 / 1 392 | 11,42 |

## Saint-Édouard
|             | Élection (2017)                                                                            | Dissolution (2021)                                                                  | Élection (2021)                                                                                         |
| Maire       | Ronald Lécuyer                                                                             | Ronald Lécuyer                                                                      | Daniel Racette                                                                                          |
| Conseillers | Annie Lussier Gaétan Boulerice Alain Dumouchel Marc Gaudreau Daniel Racette Alain Poissant | Vacant Gaétan Boulerice Alain Dumouchel Marc Gaudreau Daniel Racette Alain Poissant | Sébastien Tremblay Alexandre Bastien Alain Dumouchel Marc Gaudreau Jean-Michel Dupuis Pierrette Raymond |

| Candidats pour la mairie                  | Vote            | %               |
| ----------------------------------------- | --------------- | --------------- |
| Daniel Racette (Sortant d'un autre poste) | Sans opposition | Sans opposition |

| Candidats conseiller #1 | Vote            | %               |
| ----------------------- | --------------- | --------------- |
| Sébastien Tremblay      | Sans opposition | Sans opposition |

| Candidats conseiller #2 | Vote            | %               |
| ----------------------- | --------------- | --------------- |
| Alexandre Bastien       | Sans opposition | Sans opposition |

| Candidats conseiller #3   | Vote            | %               |
| ------------------------- | --------------- | --------------- |
| Alain Dumouchel (Sortant) | Sans opposition | Sans opposition |

| Candidats conseiller #4 | Vote            | %               |
| ----------------------- | --------------- | --------------- |
| Marc Gaudreau (Sortant) | Sans opposition | Sans opposition |

| Candidats conseiller #5 | Vote            | %               |
| ----------------------- | --------------- | --------------- |
| Jean-Michel Dupuis      | Sans opposition | Sans opposition |

| Candidats conseiller #6 | Vote            | %               |
| ----------------------- | --------------- | --------------- |
| Pierrette Raymond       | Sans opposition | Sans opposition |

- Démission de Daniel Racette, maire, le 2 août 2022[6]. Marc Gaudreau, conseiller #4, exerce la fonction de maire suppléant pendant l'intérim[6].

- Démission d'Alexandre Bastien, conseiller #2, le 4 octobre 2022[7]

- Élection sans opposition d'Alexandre Bastien au poste de maire le 30 septembre 2022[8].

| Candidats pour la mairie                     | Vote            | %               |
| -------------------------------------------- | --------------- | --------------- |
| Alexandre Bastien (sortant d'un autre poste) | Sans opposition | Sans opposition |

- Démission de Jean-Michel Dupuis, conseiller #5, le 30 septembre 2022[9]

- Démission de Marc Gaudreau, conseiller #4, le 23 janvier 2023[10]

- Élection de Philippe Brunet au poste de conseiller #2, de Geneviève Séguin au poste de conseillère #4 et de Jean-Michel Dupuis au poste de conseiller #5 le 23 avril 2023[11].

| Candidats conseiller #2 | Vote        | %     |
| ----------------------- | ----------- | ----- |
| Philippe Brunet         | 285         | 55,45 |
| Yann Lussier            | 187         | 36,38 |
| Kevin Boucher           | 42          | 8,17  |
| Bulletins rejetés       | 6           |       |
| Taux de participation   | 520 / 1 043 | 49,86 |

| Candidats conseiller #4 | Vote        | %     |
| ----------------------- | ----------- | ----- |
| Geneviève Séguin        | 335         | 65,94 |
| Martin Circé            | 173         | 34,06 |
| Bulletins rejetés       | 12          |       |
| Taux de participation   | 520 / 1 043 | 49,86 |

| Candidats conseiller #5      | Vote        | %     |
| ---------------------------- | ----------- | ----- |
| Jean-Michel Dupuis (sortant) | 330         | 63,35 |
| Tommy Labrecque              | 175         | 34,65 |
| Bulletins rejetés            | 15          |       |
| Taux de participation        | 520 / 1 043 | 49,86 |

## Saint-Jacques-le-Mineur
|             | Élection (2017)                                                                              | Dissolution (2021)                                                                           | Élection (2021)                                                                       |
| Maire       | Lise Sauriol                                                                                 | Lise Sauriol                                                                                 | Karine Paiement                                                                       |
| Conseillers | Richard Lestage Alain Lestage Marie-Eve Boutin Alexandre Brault Marc Lamarre François Ledoux | Richard Lestage Alain Lestage Marie-Eve Boutin Alexandre Brault Marc Lamarre François Ledoux | Aucune candidature Marie-Eve Boutin Aucune candidature Mylène Therrien Etienne Brunet |

| Taux de participation :                | Taux de participation :                | Taux de participation :                | Taux de participation :                | Taux de participation :                | 42,9 % |
| Nombre de votes valides :              | Nombre de votes valides :              | Nombre de votes valides :              | Nombre de votes valides :              | Nombre de votes valides :              | 643    |
| Nombre de votes rejetées à la mairie : | Nombre de votes rejetées à la mairie : | Nombre de votes rejetées à la mairie : | Nombre de votes rejetées à la mairie : | Nombre de votes rejetées à la mairie : | 5      |
| Nombre d'électeurs inscrits :          | Nombre d'électeurs inscrits :          | Nombre d'électeurs inscrits :          | Nombre d'électeurs inscrits :          | Nombre d'électeurs inscrits :          | 1 509  |

| Candidats pour la mairie | Vote | %     |
| ------------------------ | ---- | ----- |
| Karine Paiement          | 557  | 86,63 |
| Lise Sauriol (Sortante)  | 86   | 13,37 |

| Candidats conseiller #1 | Vote            | %               |
| ----------------------- | --------------- | --------------- |
| Aucune candidature      | Sans opposition | Sans opposition |

| Candidats conseiller #2 | Vote            | %               |
| ----------------------- | --------------- | --------------- |
| Aucune candidature      | Sans opposition | Sans opposition |

| Candidats conseiller #3     | Vote            | %               |
| --------------------------- | --------------- | --------------- |
| Marie-Eve Boutin (Sortante) | Sans opposition | Sans opposition |

| Candidats conseiller #4 | Vote            | %               |
| ----------------------- | --------------- | --------------- |
| Aucune candidature      | Sans opposition | Sans opposition |

| Candidats conseiller #5 | Vote            | %               |
| ----------------------- | --------------- | --------------- |
| Mylène Therrien         | Sans opposition | Sans opposition |

| Candidats conseiller #6 | Vote            | %               |
| ----------------------- | --------------- | --------------- |
| Etienne Brunet          | Sans opposition | Sans opposition |

- Présence au conseil de Nathalie Boucher au poste de conseillère #1, de Bruno Martel au poste de conseiller #2 et de Xavier Sanchez au poste de conseiller #4 lors de la séance du 23 novembre 2021[12],[13].

| Candidats conseiller #1 | Vote | %   |
| ----------------------- | ---- | --- |
| Nathalie Boucher        | n/d  | n/d |
| Samuel Bolduc           | n/d  | n/d |

| Candidats conseiller #2 | Vote | %   |
| ----------------------- | ---- | --- |
| Bruno Martel            | n/d  | n/d |
| Mario Lafrenière        | n/d  | n/d |
| Réal Boyer              | n/d  | n/d |
| Dominique Firetto       | n/d  | n/d |

| Candidats conseiller #4 | Vote | %   |
| ----------------------- | ---- | --- |
| Xavier Sanchez          | n/d  | n/d |
| Benoit Derome           | n/d  | n/d |
| Giannina Trabucco       | n/d  | n/d |

- Démission de Nathalie Boucher, conseillère #1, le 12 décembre 2022[14].

- Élection sans opposition de Yvan-René Black au poste de conseiller #1 le 24 février 2023[15].

| Candidats conseiller #1 | Vote            | %               |
| ----------------------- | --------------- | --------------- |
| Yvan-René Black         | Sans opposition | Sans opposition |

- Démission de Karine Paiement, mairesse, le 1er mars 2023[16]. Marie-Ève Boivin, conseillère #3, exerce la fonction de mairesse suppléante jusqu'à l'élection partielle[17].

- Démission d'Étienne Brunet, conseiller #6, le 24 mars 2023 pour se présenter à la mairie[17].

- Élection sans opposition d'Étienne Brunet au poste de maire et de Patricia Vanessa Lafrenière au poste de conseillère #6 le 14 avril 2023[18].

| Candidats poste de maire                  | Vote            | %               |
| ----------------------------------------- | --------------- | --------------- |
| Étienne Brunet (sortant d'un autre poste) | Sans opposition | Sans opposition |

| Candidats conseiller #6     | Vote            | %               |
| --------------------------- | --------------- | --------------- |
| Patricia Vanessa Lafrenière | Sans opposition | Sans opposition |

## Saint-Michel
|             | Élection (2017)                                                                          | Dissolution (2021)                                                                        | Élection (2021)                                                                       |
| Maire       | Jean-Guy Hamelin                                                                         | Jean-Guy Hamelin                                                                          | Jean-Guy Hamelin                                                                      |
| Conseillers | Marcel Roy Patrice Lirette Patrick Phaneuf Catherine Lefebvre Martine Boyer Mario Guérin | Marcel Roy Patrice Lirette Patrick Phaneuf Catherine Lefebvre Claude Poupart Mario Guérin | Marcel Roy Patrice Lirette Mario Isabelle Claude Poupart Patrick Phaneuf Mario Guérin |

| Candidats pour la mairie   | Vote            | %               |
| -------------------------- | --------------- | --------------- |
| Jean-Guy Hamelin (Sortant) | Sans opposition | Sans opposition |

| Candidats District #1 | Vote            | %               |
| --------------------- | --------------- | --------------- |
| Marcel Roy (Sortant)  | Sans opposition | Sans opposition |

| Candidats District #2     | Vote            | %               |
| ------------------------- | --------------- | --------------- |
| Patrice Lirette (Sortant) | Sans opposition | Sans opposition |

| Candidats District #3 | Vote            | %               |
| --------------------- | --------------- | --------------- |
| Mario Isabelle        | Sans opposition | Sans opposition |

| Candidats District #4                     | Vote            | %               |
| ----------------------------------------- | --------------- | --------------- |
| Claude Poupart (Sortant d'un autre poste) | Sans opposition | Sans opposition |

| Candidats District #5                      | Vote            | %               |
| ------------------------------------------ | --------------- | --------------- |
| Patrick Phaneuf (Sortant d'un autre poste) | Sans opposition | Sans opposition |

| Candidats District #6  | Vote            | %               |
| ---------------------- | --------------- | --------------- |
| Mario Guérin (Sortant) | Sans opposition | Sans opposition |

## Saint-Patrice-de-Sherrington
|             | Élection (2017)                                                                          | Dissolution (2021)                                                                    | Élection (2021)                                                                               |
| Maire       | Yves Boyer                                                                               | Yves Boyer                                                                            | Yves Boyer                                                                                    |
| Conseillers | Mauro Lando Sonia Dumais Pierre Boisvert Daniel Laplante Louise Lussier Frédéric Barbeau | Mauro Lando Sonia Dumais Pierre Boisvert Daniel Laplante Louise Lussier Denis English | Karine Coallier Mélodie Boissy Anthony Mangione Réjean Cousineau Louise Lussier Denis English |

| Candidats pour la mairie | Vote            | %               |
| ------------------------ | --------------- | --------------- |
| Yves Boyer (Sortant)     | Sans opposition | Sans opposition |

| Candidats conseiller #1 | Vote | %     |
| ----------------------- | ---- | ----- |
| Karine Coallier         | 406  | 71,86 |
| Mauro Lando (Sortant)   | 159  | 28,14 |

| Candidats conseiller #2 | Vote | %     |
| ----------------------- | ---- | ----- |
| Mélodie Boissy          | 463  | 82,83 |
| Michel Régimbald        | 96   | 17,17 |

| Candidats conseiller #3   | Vote | %     |
| ------------------------- | ---- | ----- |
| Anthony Mangione          | 448  | 79,57 |
| Pierre Boisvert (Sortant) | 115  | 20,43 |

| Candidats conseiller #4 | Vote            | %               |
| ----------------------- | --------------- | --------------- |
| Réjean Cousineau        | Sans opposition | Sans opposition |

| Candidats conseiller #5   | Vote            | %               |
| ------------------------- | --------------- | --------------- |
| Louise Lussier (Sortante) | Sans opposition | Sans opposition |

| Candidats conseiller #6 | Vote            | %               |
| ----------------------- | --------------- | --------------- |
| Denis English (Sortant) | Sans opposition | Sans opposition |

## Saint-Rémi
|             | Élection (2017)                                                                                  | Dissolution (2021)                                                                             | Élection (2021)                                                                                 |
| Maire       | Sylvie Gagnon-Breton                                                                             | Sylvie Gagnon-Breton                                                                           | Sylvie Gagnon-Breton                                                                            |
| Conseillers | Jean-François Daoust Yvon Yelle Dany Brosseau Claude Boyer Marie-Dominique Fortin Rosaire Payant | Jean-François Daoust Yvon Yelle Dany Brosseau Claude Boyer Marie-Dominique Fortin Annie Payant | Jean-François Daoust Diane Soucy Dany Brosseau Louise Brais Marie-Dominique Fortin Annie Payant |

| Candidats pour la mairie        | Vote            | %               |
| ------------------------------- | --------------- | --------------- |
| Sylvie Gagnon-Breton (Sortante) | Sans opposition | Sans opposition |

| Candidats District #1          | Vote            | %               |
| ------------------------------ | --------------- | --------------- |
| Jean-François Daoust (Sortant) | Sans opposition | Sans opposition |

| Candidats District #2 | Vote | %     |
| --------------------- | ---- | ----- |
| Diane Soucy           | 155  | 73,81 |
| Claude Richer         | 55   | 26,19 |

| Candidats District #3   | Vote            | %               |
| ----------------------- | --------------- | --------------- |
| Dany Brosseau (Sortant) | Sans opposition | Sans opposition |

| Candidats District #4  | Vote | %     |
| ---------------------- | ---- | ----- |
| Louise Brais           | 265  | 59,68 |
| Claude Boyer (Sortant) | 179  | 40,32 |

| Candidats District #5             | Vote            | %               |
| --------------------------------- | --------------- | --------------- |
| Marie-Dominique Fortin (Sortante) | Sans opposition | Sans opposition |

| Candidats District #6   | Vote            | %               |
| ----------------------- | --------------- | --------------- |
| Annie Payant (Sortante) | Sans opposition | Sans opposition |

## Sainte-Clotilde
|             | Élection (2017)                                                                                     | Dissolution (2021)                     | Élection (2021)                                                                              |
| Maire       | André Chenail                                                                                       | Jean-Guy Mayné                         | Jean-Guy Mayné                                                                               |
| Conseillers | François Barbeau Geneviève Bourdon Véronique Thibault Marcel Tremblay Sophie Provost Robert Arcoite | François Barbeau Vacant Robert Arcoite | François Barbeau André Perrault Jules Dupuis Marcel Tremblay Michael Dinnigan Robert Arcoite |

| Candidats pour la mairie | Vote            | %               |
| ------------------------ | --------------- | --------------- |
| Jean-Guy Mayné (Sortant) | Sans opposition | Sans opposition |

| Candidats District #1      | Vote            | %               |
| -------------------------- | --------------- | --------------- |
| François Barbeau (Sortant) | Sans opposition | Sans opposition |

| Candidats District #2 | Vote            | %               |
| --------------------- | --------------- | --------------- |
| André Perrault        | Sans opposition | Sans opposition |

| Candidats District #3 | Vote            | %               |
| --------------------- | --------------- | --------------- |
| Jules Dupuis          | Sans opposition | Sans opposition |

| Candidats District #4 | Vote | %     |
| --------------------- | ---- | ----- |
| Marcel Tremblay       | 70   | 69,31 |
| Carole Rozon          | 31   | 30,69 |

| Candidats District #5 | Vote | %     |
| --------------------- | ---- | ----- |
| Michael Dinnigan      | 47   | 74,60 |
| Lise Beaudin          | 16   | 25,40 |

| Candidats District #6    | Vote | %     |
| ------------------------ | ---- | ----- |
| Robert Arcoite (Sortant) | 26   | 59,09 |
| Guillaume Gagnon         | 18   | 40,91 |